# Calumet (estri)

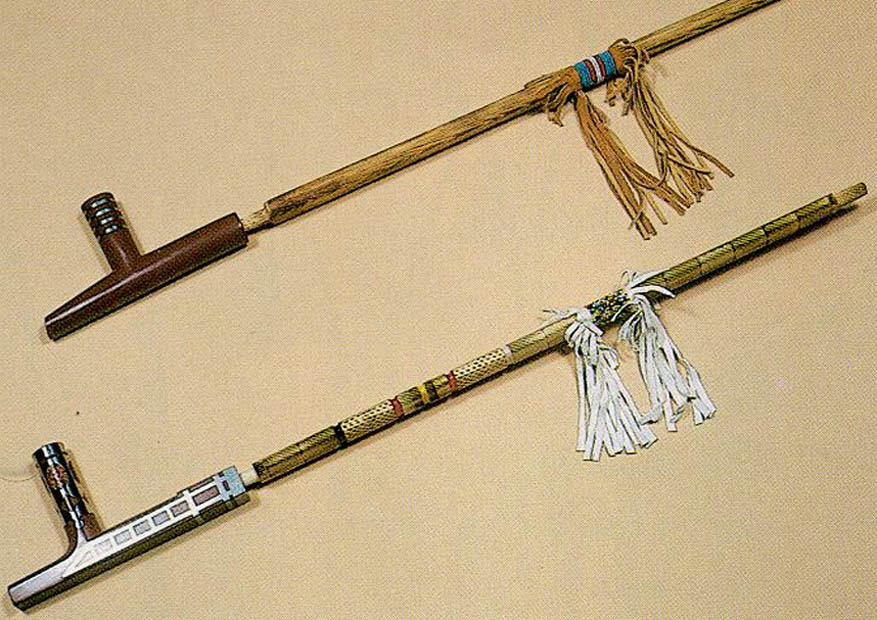
Calumets

El calumet, pipa cerimonial, pipa sagrada o pipa de la pau era una mena de pipa que fumaven els pobles indígenes d'Amèrica del Nord, especialment els pobles algonquins de les Grans Planes i els del sud-est dels Estats Units. El terme calumet significa 'canya', la qual cosa atén un origen etimològic clarament descriptiu; és d'origen francès, i va ser donat pels europeus per definir aquesta mena de pipa.

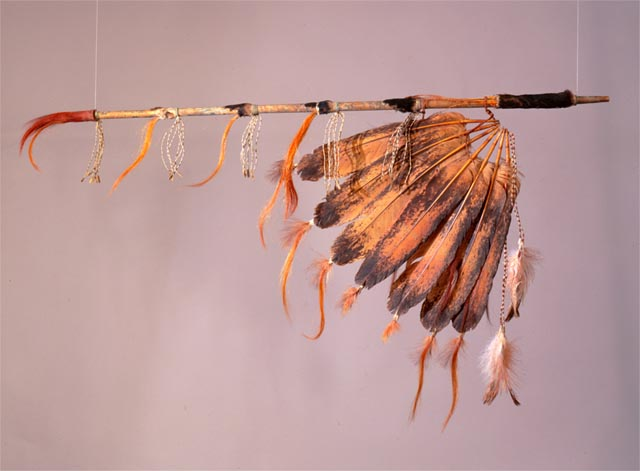
Una pipa lakota (sioux) conservada a la Biblioteca del Congrés dels Estats Units

El seu ús era costum en les reunions del consell tribal i en les cerimònies d'agermanament, símbol d'un llaç d'amistat entre diferents persones, basat en una adopció figurativa, una confraternitat en pau entre pobles i individus. La cerimònia s'iniciava, en la major part dels casos, amb l'actuació de l'amfitrió, que llançava glopades de fum cap al cel, als quatre vents i, finalment, a la terra, invocant així tant el món diví com l'humà, per deixar que després la pipa circulés entre els seus congèneres.
L'acte de fumar, doncs, com a nexe d'unió entre allò humà i allò diví, era una forma superior de diàleg. En altres ocasions, la càrrega simbòlica del fet de fumar el calumet s'enfocava, de manera més exclusiva, cap a la divinitat, com a mitjà de relació directa entre el xaman i els esperits que governen el món supraterrenal, demanant als déus, per exemple, pluges i temps propici que assegurés les collites i, amb aquestes, el bon futur de la tribu.
La pipa era, per tant, objecte de culte i de màxima consideració i cura. I no sols això: la seva elegant i acurada ornamentació les convertia en peces de gran bellesa com l'os o les cornamentes de cèrvids utilitzats en la seva elaboració. Es donen, fins i tot, interessants combinacions rituals i, en cert sentit, paradoxes simbòliques, de destral de guerra i pipa de pau, realitzades en metall, amb mànec o canya cilíndrica de fusta profusament decorada.

## Altres pipes rituals
En qualsevol cas, són exemple excepcional de laboriosa decoració els calumets de les tribus pawnee, la majoria dels siouan i altres tribus de les planes. Cal assenyalar, finalment, la plena concordança entre els usos i valors del calumet i els del kütra (segons altres tractadistes, quitra) o pipa maputxe, poble indígena originari d'Amèrica del Sud (Xile).